# Hasegawa Shin (Schriftsteller)

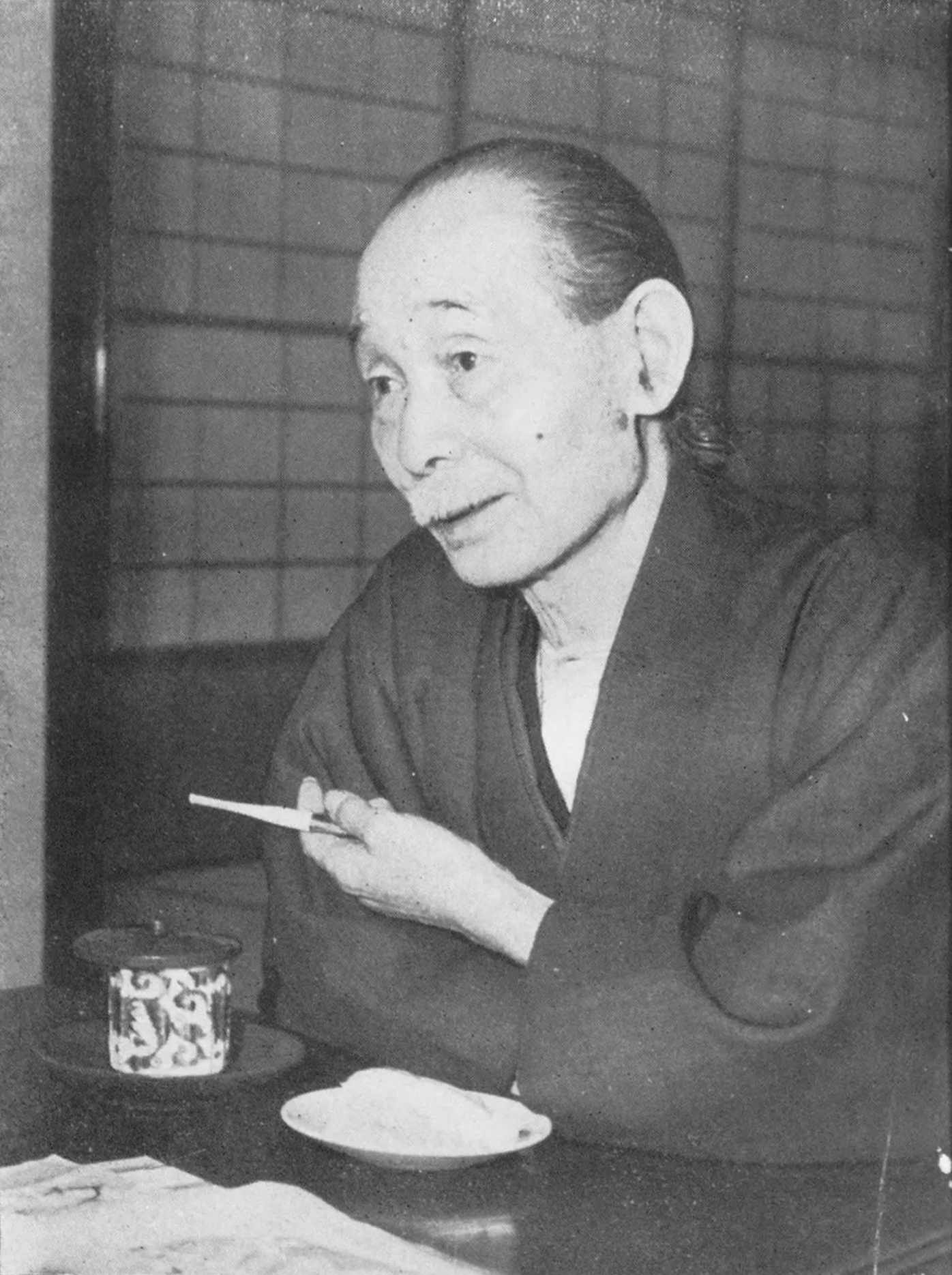
Hasegawa Shin

Hasegawa Shin (japanisch 長谷川 伸, eigentlicher Name: Hasagawa Shinjirō (長谷川 伸二郎)}; geb. 15. März 1884 in Yokohama (Präfektur Kanagawa); gest. 11. Juni 1963) war ein japanischer Schriftsteller und Verfasser von Theaterstücken.

## Leben und Werk
Hasegawa Shin begann mit dem Schreiben von Theater-Kritiken, arbeitete dann für die Zeitungen „Japan Gazette“ und „Miyako Shimbun“ (都新聞). Sein erster Roman hieß „Yomosugara kengyō“ (夜もすがら検校), etwa „Der [blinde] Schulinspektor in der Nacht“. Er erschien 1924 und war der Beginn seiner Schriftsteller-Karriere.
1928 wurde das Theaterstück „Kutsukake Tokijirō“ (沓掛 時次郎), – hier Name der Hauptperson – zum Beginn einer Modewelle, „Matabi-mono“ (股旅物) genannt. Das geschah zunächst in der Literatur, dann auch im Kino, eine Gattung, die die Welt der Spieler und Gangster zum Gegenstand hat. Sein bekanntestes Stück dieses Typs ist „Mabuta no haha“ (瞼の母) aus dem Jahr 1936, etwa „Die Mutter in meinen Träumen“. Ein anderes Stück dieser Gattung ist „Ippon-gatana dohyōiri“ (一本刀土俵入り), „Ein [verfemtes] Schwert betritt den Ring“, 1931. 
Hasegawa befasste sich auch mit dem Thema Rache, wichtig in der volkstümlichen Literatur. Zu den bekannten Werken gehört der historische Roman „Araki Mataemon“, der als Fortsetzungsgeschichte von 1936 bis 1937 erschien, und „Nihon katakiuchi isō“ (日本敵討ち異相), eine Serie zum Thema  Rache in Japan, die sich eng an historische Vorlagen anschließt. Die Serie erschien von 1961 bis 1963. Hasegawas „Nihon horyo-shi“ (日本捕虜志) ist die breit angelegte Geschichte der Kriegsgefangenen Japans.
1956 wurde Hasegawa mit dem Kikuchi-Kan-Preis ausgezeichnet und 1961 erhielt er den Asahi-Preis.
Hasegawa engagierte sich auch als Mentor von Schreibern volkstümlicher Literatur. Nach seinem Tode wurde der „Hasegawa-Shin-Preis“ eingerichtet, den die Literaten-Gesellschaft „Shin-yōkai“ (新鷹会) verleiht.